# Syndrome de Claude Bernard-Horner
Pour les articles homonymes, voir CBH.
 Mise en garde médicale
Le syndrome de Claude Bernard-Horner (CBH ou SCBH) est caractérisé par la concomitance de quatre signes cliniques : ptosis, myosis, pseudo-énophtalmie ainsi qu'une vasodilatation et une absence de sudation localisée (anhydrose). Il est consécutif à l'atteinte des fibres du système nerveux sympathique innervant l'œil et/ou l'orbite à un point quelconque de leur trajet. La lésion peut être centrale (dans l'encéphale) ou périphérique (dans un tronc sympathique cervical). Les raisons sont diverses, certaines menacent le pronostic vital. Le traitement est celui de la cause.

## Physiopathologie
Le syndrome est dû à une lésion de l'innervation sympathique de l’œil. 

## Tableau clinique

Innervation sympathique et parasympathique de la pupille, sites de lésions pouvant être en cause : 1 : émergence des fibres sympathiques de l'hypothalamus ; 2 : ganglion stellaire (ganglion cervicothoracique du tronc sympathique) ; 3 : synapse du ganglion cervical supérieur ; 4 : plexus sympathique autour de l'artère carotide interne ; 5 : fibres du nerf oculomoteur (IIIe paire crânienne) au ganglion ciliaire (en bleu) ; 6 : courts nerfs ciliaires, transmettant la voie parasympathique du ganglion ciliaire au sphincter pupillaire (en vert) ; 7 : relais des fibres trigéminées (Ve paire crânienne) dans le ganglion ciliaire transmettant le message sympathique ; 8 : longues voies ciliaires (de la branche ophtalmique du nerf trijumeau, ou « nerf ophtalmique de Willis ») transmettant le message sympathique au muscle dilatateur de la pupille ; 9 : sphincter de la pupille (fibres circulaires) et muscle dilatateur de la pupille (fibres radiées).

Le tableau clinique classique associe quatre signes :
- ptosis (affaissement de la paupière supérieure minime) ou diminution de l'ouverture palpébrale par paralysie du muscle (lisse) tarsal supérieur de la paupière supérieure ;
- myosis (constriction de la pupille), par paralysie du muscle dilatateur de la pupille. Ce myosis est réversible après instillation d'un collyre à l'apraclonidine[3] ;
- pseudo-énophtalmie (aspect d'enfoncement de l'oeil dans l'orbite). L'énophtalmie est plus apparente que réelle. En effet, c'est la diminution de la fente palbébrale par l'association du ptosis et de l'élévation de la paupière inférieure (ptosis inversé) qui est à l'origine de la pseudo-énophtalmie[4],[5].  ;
- vasodilatation et absence de sudation (anhidrose) au niveau du cou et de la face, par prédominance locale de l'innervation parasympathique ; sa topographie dépend du niveau de la lésion.

## Causes
Les causes les plus fréquentes sont :
- les accidents vasculaires cérébraux ;
- les compressions extrinsèques du sympathique cervical comme dans les dissections carotidiennes (formation d'un pseudo-anévrisme) ;
- anévrisme carotidien vrai ;
- un étirement du plexus brachial lors de l'accouchement : paralysie obstétricale du plexus brachial ;
- les tumeurs de l'hypothalamus ;
- les lésions de la moelle épinière, par exemple une avulsion traumatique des racines C7-T1; ou du tronc cérébral : traumatisme, phénomène inflammatoire…
- les algies vasculaires de la face ;
- les lésions du bulbe rachidien, par exemple après un choc électrique ;
- un cancer localisé sur l'un des lobes supérieurs du poumon : syndrome de Pancoast-Tobias.

Chez, l'enfant, en l'absence de cause traumatique, une tumeur doit être recherchée à titre systématique.

## Le syndrome de Pourfour du Petit
Un syndrome a été décrit comme étant l'inverse du syndrome Claude Bernard-Horner : le syndrome de Pourfour du Petit, qui se caractérise cliniquement par une mydriase, une exophtalmie, une rétraction palpébrale ; le mécanisme serait une hyperexcitation du système orthosympathique d'origine lésionnelle,. Il a été décrit par le médecin français François Pourfour du Petit (1664 - 1741).